# Li Jinzi
Li Jinzi (李金子S, Lǐ JīnzǐP; Zhaodong, 4 marzo 1990) è una pugile cinese.

## Palmarès

### Olimpiadi
- 1 medaglia:
  - 1 bronzo (Londra 2012 nei pesi medi)

### Mondiali dilettanti
- 1 medaglia:
  - 1 oro (Ningbo 2008 nei 75 kg)